# Äxmät Khan
Äxmät Khan fou un pretendent al kanat de l'Horda d'Or, basat a Crimea, fill i successor de Dewletberdi quan aquest fou assassinat el 1432.
Hajji Kerey ibn Ghiyath al-Din Khan (Hacı I Giray) s'havia establert a part de Crimea vers 1428 aspirava a governar el territori amb el suport d'algunes tribus mentre Dewletberdi, que governava a Solghat, volia dominar a tota l'Horda d'Or. Mentre va viure Dewletberdi sembla que aquest va tenir el major suport, si bé no es va poder consolidar perquè havia de fer front tant a Hajji Kerey com a Ulugh Muhammad Khan que dominava a Sarai; però quan Dewletberdi fou assassinat el 1432 el suport tribal al seu fill i successor Axamat es va reduir, i moscovites i lituans no li van aportar l'ajut que li calia. El 1433 (o 1434) Hajji Kerey va derrotar a Axmat i prengué el control de tota Crimea establint de fet el Kanat de Crimea, si bé fins al 1441 no apareixen monedes seves, i potser entre 1234 i 1240 va haver de disputar la regió amb Ulugh Muhammad Khan (1434-1437) i amb Kutjuk Muhammad (1437-1440)